# Myrmeleontinae
Sous-famille
Les Myrmeleontinae forment une sous-famille d'insectes névroptères de la famille des Myrmeleontidae (fourmilions).

## Tribus
Selon BioLib (18 février 2022) :
Brachynemurini - Dendroleontini - Distoleontini - Glenurini - Isolcontini - Lemolemini - Mecaelurini - Meleontini - Myrmecaelurini - Myrmeleontini - Nemoleontini - Nesoleontini - Porrerini - Protoplectrini